# ژنرال (بریتانیا)
ژنرال (انگلیسی: General) بالاترین رتبه‌ای است که افسران نیروی زمینی بریتانیا و سپاه تفنگداران دریایی سلطنتی می‌توانند به آن دست یابند. این رتبه همچنین می‌تواند توسط افسران تفنگداران دریایی سلطنتی در پست‌های سه‌گانه، به عنوان مثال، ژنرال سر گوین جنکینز و سر گوردون کنت مسنجر، معاونان سابق ستاد دفاع، کسب شود. این درجه بالاتر از سپهبد است و در نیروی زمینی، پائین‌تر از درجه فیلد مارشالی است که اکنون فقط به عنوان یک رتبه افتخاری اعطا می‌شود. درجه ژنرال دارای کد ناتو OF-9 است و یک رتبه چهار ستاره است. این درجه معادل ادمیرال در نیروی دریایی پادشاهی بریتانیا یا مارشال ارشد هوایی در نیروی هوایی سلطنتی است.
افسرانی که دارای رتبه‌های سپهبدی و سرلشکر هستند، معمولاً ژنرال محسوب می‌شوند، ولی با درجه ژنرال ۴-ستاره متفاوت می‌باشند.